# Граде, Хаим
Ха́им Гра́де (идиш חײם גראַדע‎‎; 4 апреля 1910, Вильна — 2 июля 1982, Нью-Йорк) — американский еврейский писатель, поэт, переводчик и журналист.

## Биография
Родился в семье учителя древнееврейского языка Шлоймэ-Мордхе Граде. Семья была крайне бедной, поэтому с юных лет Граде вынужден был подрабатывать подмастерьем у местного кузнеца. Образование получил в светской еврейской школе, до 22-х лет учился в иешивах в Вильне, Бельске, Белостоке, Новогрудке.
В 1932 году опубликовал в газете «Вилнер тог» (Виленский день) первые стихи, получившие одобрение критики, после чего вошёл в литературную группу «Юнг Вилне», со временем став одним из её самых активных деятелей.
В 1936 году вышел дебютный сборник стихотворений Граде «Ё» (Да), а в 1939 году — поэма «Мусерникес» (привеженцы религиозно-этического движения Мусар), в которой автор под именем Хаима Вилнера описывает себя и свои метания между религиозно-нравственными принципами и светской повседневностью. В 1940—1946 годах (после образования Литовской ССР) проживал в СССР, издал поэтический сборник «Хас» (Ненависть, 1943). Впоследствии этому периоду жизни Граде посвятит сборник «Плейтим» (Беженцы, 1947).
В 1946 году переехал в Польшу, где стал членом редакции литературного журнала «Jidisze Szriftn», а в 1947 году переехал в Париж, где стал главой группы писателей, писавших на идише, которая сыграла важную роль в судьбе находившихся во Франции беженцев и в преображении и оживлении культурной жизни французского еврейства тех лет. В 1948 году Граде переехал в США и до своей смерти в 1982 году жил в северном Бронксе (Нью-Йорк).

## Творчество
Основными темами творчества Граде — жизнь и быт еврейских семей, еврейское Вильно, мир миснагедов (ортодоксальных иудеев), судьба евреев-беженцев и эмигрантов, катастрофа европейского еврейства и др. Стиль Граде характеризуется одновременно простотой, образностью и лиричностью изложения.

### Поэзия
- Поэтические сборники: «Ё» (Да, 1936), «Дойрес» (Поколения, 1945), «Аф ди хурвес» (На развалинах, 1947), «Фарваксене вегн» (Заросшие дороги, 1947), «Дер мамес цавоэ» (Мамин завет, 1950), «Шайн фун фарлошене штерн» (Свет угасших звезд, 1950).

### Проза
- Сборники рассказов: «Дер мамес шабойсим» (Мамины субботы, 1955), «Дер шулхоф» (Синагогальный двор, 1958), «Ди клойз ун ди гас» (Молельня и улица, 1974), «Дер штумер миньен» (Безмолвный миньян, 1976).
- Романы: «Ди агуне» (Безмужняя жена, 1961), «Цемах Атлас» (тт. 1—2, 1967—1968).

### В переводе на русский язык
- Агуна (Безмужняя жена). Пер. И. М. Глозмана. Библиотека «Алия». Иерусалим, 1983.
- Немой миньян. Пер. Велвла Чернина. М.: Текст, Книжники, 2010.
- Мамины субботы. Пер. Велвла Чернина. М.: Текст, Книжники, 2012.
- Безмужняя (роман). Пер. И. М. Глозмана. М.: Текст, Книжники, 2013.
- Цемах Атлас (Ешива). В 2-х тт. Пер. Велвла Чернина М.: Текст, Книжники, 2014.
- Синагога и улица (повести и рассказы). М.: Текст, 2015.

## Интересные факты
- Сборник «Аф майн вег цу дир» (По пути к тебе) издан с параллельным авторским переводом на иврит[4].
- Супруга Хаима Граде, Инна Хекер, скрывала от общественности факт смерти мужа, впоследствии также запретив издавать его книги на идише и в переводах под предлогом литературной несостоятельности последних[7]. Согласно завещанию вдовы, после её смерти все права на издание произведений Граде переходили третьим лицам, в то время как родственникам запрещалось на них претендовать[8].
- Перевод романа «Ди агуне» на русский язык выполнил в 1983 году известный искусствовед и энциклопедист И. М. Глозман[9].
- Известный коллекционер книг на идише, президент Международной книжной ассоциации Аарон Лански сравнил по значимости творчество Граде со свитками Мёртвого моря[5].